# Dianjun
Dianjun är ett stadsdistrikt i Yichangs stad på prefekturnivå  i Hubei-provinsen i centrala Kina. Det ligger omkring 290 kilometer väster om provinshuvudstaden Wuhan.